# Rossatz-Arnsdorf
Rossatz-Arnsdorf è un comune austriaco di 1 058 abitanti nel distretto di Krems-Land, in Bassa Austria; ha lo status di comune mercato (Marktgemeinde). È stato istituito nel 1971 con la fusione dei comuni soppressi di Mitterarnsdorf, Oberarnsdorf, Rossatz e Rührsdorf; capoluogo comunale è Rossatz.